# 卡洛斯·曼纽埃尔·皮耶德拉
卡洛斯·曼纽埃尔·皮耶德拉·皮耶德拉（西班牙語：Carlos Manuel Piedra y Piedra；1895年—1988年7月31日），古巴政治家。曾于1959年短暂代理古巴总统一职。

## 家庭
他与玛丽亚·路易莎·马丁内斯·迪亚兹结婚并育有两个女儿，伊西斯和弗拉维娅·彼德拉·马丁内斯。